# Dworek Czarnohorski w Żabiem
Dworek Czarnohorski PTT w Żabiem – nieistniejące już schronisko turystyczne, położone w miejscowości Żabie w Czarnohorze. Powstało w 1893 roku (choć podawana jest również data 28 lipca 1892 roku), kiedy Oddział Czarnohorski Towarzystwa Tatrzańskiego z siedzibą w Kołomyi wydzierżawił willę Fundacji Skarbkowskiej. Działało do I wojny światowej, kiedy to obiekt służył jako magazyn dla wojsk austriackich, a następnie umieszczono tam żydowskich uchodźców. W 1919 roku upłynął okres 30-letniej dzierżawy budynku; Towarzystwo nie zawarło umowy na kolejne lata. Budynek dawnego schroniska spłonął w 1936 roku.